# Leucania joannisi
Leucania joannisi é uma espécie de insetos lepidópteros, mais especificamente de traças, pertencente à família Noctuidae.
A autoridade científica da espécie é Boursin & Rungs, tendo sido descrita no ano de 1952.
Trata-se de uma espécie presente no território português.